# Pat Buttram
Pat Buttram, właśc. Maxwell Emmett Buttram (ur. 19 czerwca 1915, zm. 8 stycznia 1994) – amerykański aktor filmowy, telewizyjny i głosowy. Zmarł w wieku 78 lat z powodu niewydolności nerek.

## Filmografia

### Filmy
- 1943: National Barn Dance jako Pat Buttram
- 1950: Mule Train jako Smokey Argyle
- 1961: Dzikus z prowincji jako pan Longstreet, mechanik
- 1964: Wagabunda jako Harry Carver
- 1973: Karabin Gatlinga jako Tin Pot
- 1990: Powrót do przyszłości III jako Jeb
- 1990: Return to Green Acres jako pan Eustace Haney

### Seriale
- 1962: Spotkanie z Alfredem Hitchcockiem jako Charlie Hill
- 1965: Green Acres jako Eustace Charleton Haney
- 1971: Alias Smith and Jones jako szeryf
- 1984: Who’s the Boss? jako Chappy
- 1986: Nieustraszony jako Buck

### Głosy
- 1970: Aryskotraci jako Napoleon
- 1977: Bernard i Bianka jako Luke
- 1981: Lis i Pies jako Max
- 1988: Kto wrobił królika Rogera? jako Pocisk

## Wyróżnienia
Posiada swoją gwiazdę na Hollywoodzkiej Alei Gwiazd.